# Mickey Thomas (football)
Pour les articles homonymes, voir Mickey Thomas.
Michael Reginald « Mickey » Thomas est un footballeur gallois né le 7 juillet 1954 à Mochdre, près de Conwy, dans le Comté du même nom au Pays de Galles. Il évoluait au poste de milieu offensif.

## Carrière
- 1972-1974 : Wrexham  Pays de Galles
- 1978-1981 : Manchester United  Angleterre
- 1981 : Everton  Angleterre
- 1981-1982 : Brighton and Hove Albion  Angleterre
- 1982-1984 : Stoke City  Angleterre
- 1984-1985 : Chelsea  Angleterre
- 1985-1986 : West Bromwich Albion  Angleterre
- →1986 : Derby County  Angleterre (prêt)
- 1986-1988 : Wichita Wings  États-Unis
- 1988-1989 : Shrewsbury Town  Angleterre
- 1989-1990 : Leeds United  Angleterre
- 1990-1991 : Stoke City  Angleterre
- 1991-1993 : Wrexham  Pays de Galles

## Palmarès
- 51 sélections et 4 buts avec l'équipe du Pays de Galles entre 1976 et 1986.